# Análisis del tiempo en superficie

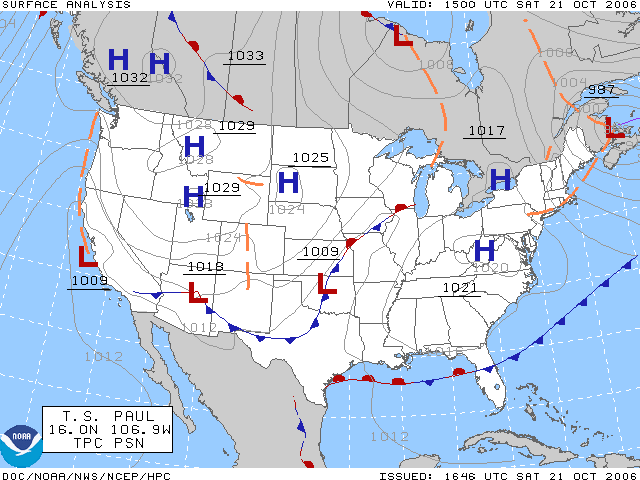
Análisis meteorológico de superficie de EE. UU. del 21 de octubre de 2006

El análisis meteorológico de superficie es un tipo especial de mapa meteorológico que proporciona una vista de los elementos del tiempo meteorológico sobre un área geográfica en un momento determinado, sobre la base de información de estaciones meteorológicas en tierra. Los mapas meteorológicos se crean para marcar y trazar valores de cantidades relevantes como presión atmosférica a nivel de mar, temperatura, y nubosidad sobre una carta geográfica para tratar de encontrar caracteres de escala sinóptica con frentes meteorológicos.
Las primeras cartas meteorológicas del siglo XIX fueron diseñadas para ayudar a formular una teoría sobre sistemas tempestuosos.
Con el advenimiento del telégrafo, se tornaron posibles las observaciones simultáneas meteorológicas de superficie por primera vez, y, con el inicio de la década de 1840, el Smithsonian Institution fue la primera organización en dar análisis meteorológicos de superficie en tiempo real. La utilización del análisis meteorológico de superficie comenzó en Estados Unidos, expandiéndose por el mundo durante la década de 1870. El uso del modelo noruego de ciclones para analizar frentes meteorológicos comenzó a fines de la década de 1910 en toda Europa, y finalmente, por Estados Unidos durante la Segunda Guerra Mundial.